# تقرير التقييم الثالث للجنة الدولية للتغيرات المناخية
أنجز تقرير التقييم الثالث للجنة الدولية للتغيرات المناخية في 2001 وهو يُعطي صورة شاملة عن البحث العلمي العالمي بشأن تغير المناخ. وذكر التقرير، من بين أمور أخرى، أن «النظام المناخي للأرض قد تغير بشكل واضح على المستويين العالمي والإقليمي منذ عهد ما قبل الثورة الصناعية، وبعض هذه التغيرات تعزى إلى الأنشطة البشرية. وهناك أدلة جديدة وقوية على أن معظم الاحترار المرصود خلال السنوات ال 50 الماضية يعزى إلى الأنشطة البشرية.» وركز تقرير التقييم الثالث أيضا على الآثار الإقليمية لتغير المناخ.